# Hans van der Kop
Henricus Joannes Eliza (Hans) van der Kop (Soerabaja, 15 oktober 1923 - 's-Gravenhage, 4 mei 2004) was een Nederlands marinevlieger en schrijver.
Na zijn opleiding HBS B (1941) werd hij eerst adelborst bij de zeedienst (1941-1942), kreeg een opleiding tot vlieger bij de Royal Air Force en diende in de oorlogsjaren als 'leading navigator' bij het 320 Dutch Squadron RAF.
Van der Kop bekleedde na de oorlog diverse posities bij de Koninklijke Marine en in het bijzonder de Marine Luchtvaartdienst. Hij ging in 1974 als commandeur-vlieger met pensioen. Hij schreef verschillende boeken over zijn ervaringen, zoals Neem het over (1975), dat in het Engels vertaald werd als The Flying Dutchman (1985) en D-Day, 320 was erbij (1984). Over zijn Indische familie en verleden publiceerde hij Omie en Eddie. Een Indisch familieleven 1872-1955 (1996) en over de Karel Doorman Vliegkampschepen. Geschiedenis en ontwikkeling van het vliegkampschip Hr. Ms. Karel Doorman in de Koninklĳke Marine (1982). Ook schreef hij een biografie van zijn oom, de schilder Han van der Kop: Naar een ander leven. Han, 1903-1934 (2000).

## Onderscheidingen
Van der Kop heeft de volgende onderscheidingen:
- Vliegerkruis op 20 juli 1944[1]
- Officier in de Orde van Oranje-Nassau (ON.4) met Zwaarden[2]
- Oorlogsherinneringskruis 2 gespen[2]
- Ereteken voor Langdurige Dienst als Officier met cijfer XV[2]
- Officier in de Kroonorde met Palm (België)[2]
- Oorlogskruis 1940 met Palm (België)[2]

- Nederlandse Thesaurus van Auteursnamen: 071994874
- Virtual International Authority File: 277318438